# ドミノ・レコーズ
ドミノ・レコーズ（Domino Recording Company）は、イギリス・ロンドンを拠点とするインディペンデント・レコードレーベル。主にインディー・ロックやインディー・ポップのアーティストが多く所属している。アメリカに支部を持つ。

## 概要

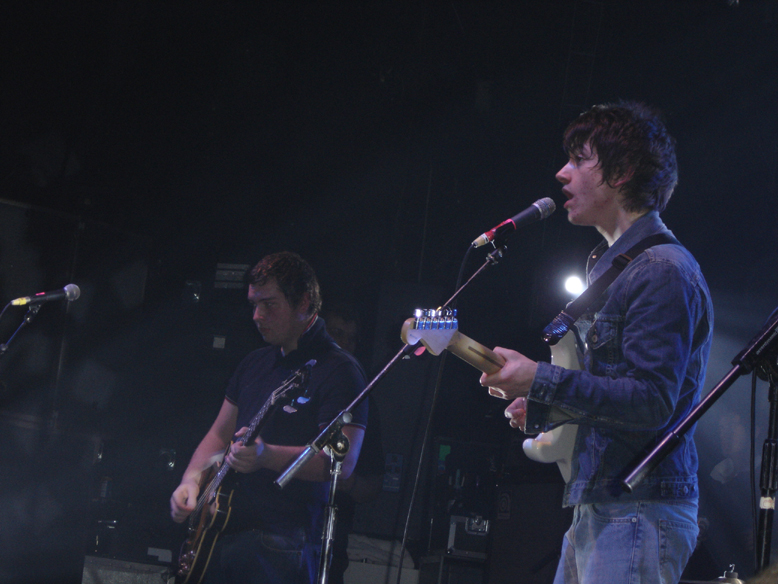
2006年にドミノ・レコーズからデビューしたArctic Monkeys

1993年ファイア・レコーズのA&Rであったローレンス・ベルと、パートナーのジャッキー・ライスによって創立される。最初のリリースはセバドーのシングル。初期のリリースはアメリカのアーティストが多かったものの、徐々にイギリスのバンドの作品も増え、現在はフランツ・フェルディナンドやアークティック・モンキーズなどのビッグ・アーティストを抱え、イギリス音楽の音楽の歴史を代表するレーベルのひとつとなっている。
傘下レーベルとしてザ・パステルズのスティーヴン・パステルが主催するジオグラフィック・ミュージック(Geographic Music)、Double Six Records、Weird World Record Co、Ribbon Music、Rekords Rekordsを擁する。

## 主なアーティスト
かつて契約していたアーティストを含む

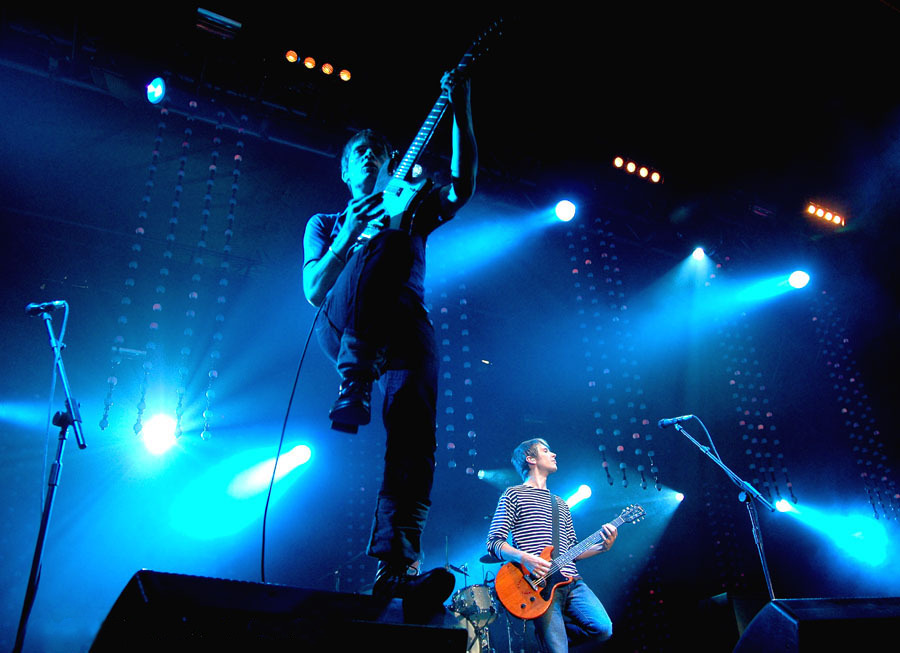
Franz Ferdinand

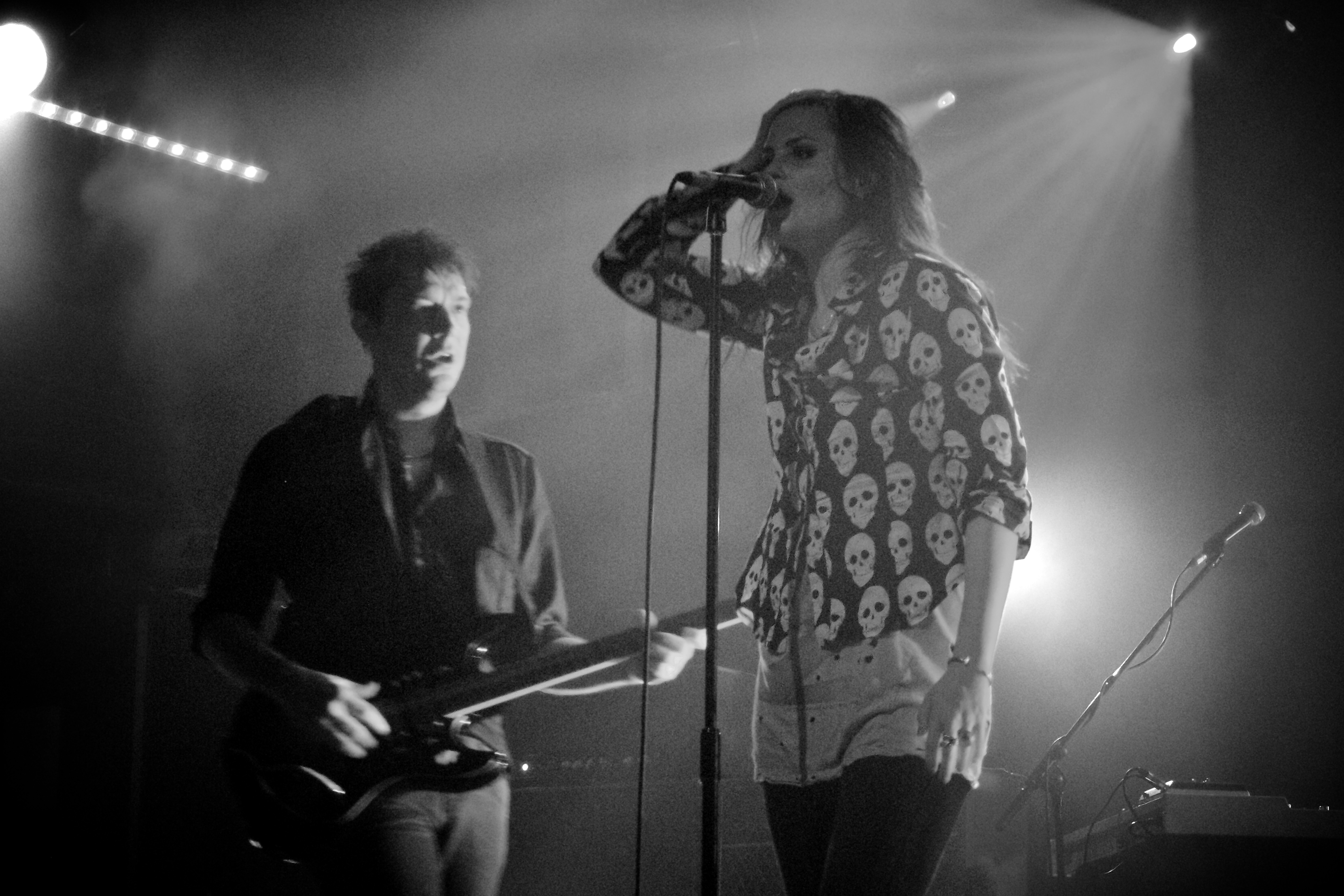
The Kills

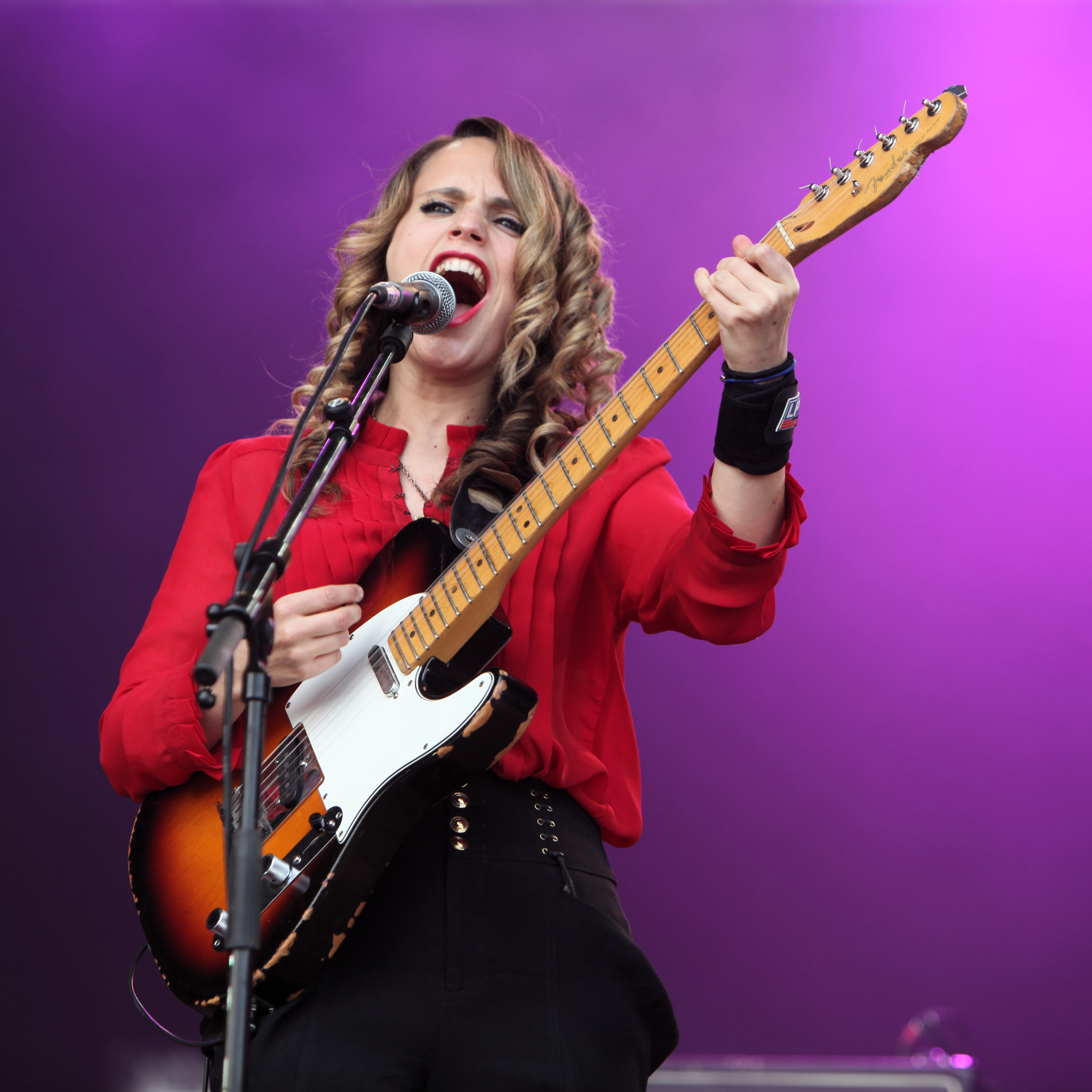
Anna Calvi

- About Group - アバウト・グループ
- Adem - アーデム
- Alex G
- Alex Turner - アレックス・ターナー
- ...And You Will Know Us by the Trail of Dead
- Animal Collective - アニマル・コレクティヴ
- Anna Calvi
- Archie Bronson Outfit - アーチー・ブロンソン・アウトフィット
- Arctic Monkeys - アークティック・モンキーズ
- Austra
- Benjy Ferree - ベンジー・フェリー
- Blood Orange - デヴ・ハインズ
- Bonde Do Rolê - ボンヂ・ド・ホレ
- Bonnie Prince Billy
- Buzzcocks - バズコックス
- Cass McCombs - キャス・マッコムス
- Clearlake - クリアレイク
- Clinic - クリニック
- Dan Deacon
- Dirty Projectors - ダーティー・プロジェクターズ
- The Fall - ザ・フォール
- Four Tet - フォー・テット
- Franz Ferdinand - フランツ・フェルディナンド
- Fridge - フリッジ
- Galaxie 500 - ギャラクシー500
- Hood - フッド
- Hot Chip - ホット・チップ
- James Yorkston and The Athletes - ジェームス・ヨークストン・アンド・ジ・アスリーツ
- Jon Hopkins
- Juana Molina - ファナ・モリーナ
- Junior Boys - ジュニア・ボーイズ
- The Kills - ザ・キルズ
- The Last Shadow Puppets - ラスト・シャドウ・パペッツ
- Lightspeed Champion - ライトスピード・チャンピオン
- Matthew E. White
- Max Tundra - マックス・ツンドラ
- Neutral Milk Hotel - ニュートラル・ミルク・ホテル
- Owen Pallett
- The Pastels - ザ・パステルズ
- Pavement - ペイヴメント
- Pram - プラム
- Psapp - サップ
- Quasi - クワージ
- Real Estate - リアル・エステート
- Robert Wyatt - ロバート・ワイアット
- Sons and Daughters - サンズ・アンド・ドーターズ
- Sorry - ソーリー (バンド)
- Stephen Malkmus and the Jicks
- These New Puritans - ジーズ・ニュー・ピューリタンズ
- Von Südenfed - ヴォン・スーデンフェッド
- Wild Beasts - ワイルド・ビースツ
- 渚にて